# Estret de Malaca
L'estret de Malaca (en malai Selat Melaka, en indonesi Selat Malaka, en tailandèsช่องแคบ มะละกา, en tàmil மலாக்கா நீரிணை, Malākkā nīriṇai, en xinès: 馬六甲 海峽 / 马六甲 海峡) és un braç de mar que separa la península de Malaca de l'illa indonèsia de Sumatra. D'una longitud d'uns 930 km, una amplada mínima de 38 km i una fondària mínima de 25 m, és la via de comunicació principal entre l'oceà Índic i el Pacífic, i més concretament entre la mar d'Andaman i la mar de la Xina Meridional. Rep el nom del sultanat de Malaca que va governar l’arxipèlag entre els anys 1400 i 1511, el centre d’administració del qual es trobava a l'estat actual de Malaca, Malàisia.
Des de la perspectiva econòmica i estratègica, l'estret de Malaca és una de les vies marítimes més importants del món.
De mitjana, 250 vaixells passen cada dia a través de l'estret, que és una ruta de navegació importantíssima, ja que vincula tota la mar de la Xina amb l'oceà Índic i Europa a través del canal de Suez. A la part central és on es troba la seva mínima profunditat, cosa que condiciona el calat dels vaixells que el travessen. Els vaixells de mida i calat màxims aptes per travessar l'estret es coneixen com a Malaccamax (limitats a un calat de 20 m).

## Etimologia
L'estret de Malaca ve de de Plantilla:ISO 639 name  āmalakī 'l'arbre de Malaca'. L'estret va rebre el nom de Phyllanthus emblica per Parameswara (un reial de Sumatra), l'espècie d'arbre o planta d'origen sud-asiàtic conreada al costat de les regions costaneres de l'estret, coneguda com a grosella de l'Índia en anglès i Malaka per la locals, que etimològicament derivaven del sànscrit āmalakī (आमलकी) o āmalakah (आमलकः).
Aquests arbres de Malaca més tard també es van adoptar com el nom de diverses entitats al costat de l'estret, és a dir, l'antic monarca del Soldanat de Malaca que es va establir només al segle xvi, etc.

## Història
Els primers comerciants d'Aràbia, Àfrica, Pèrsia i els regnes del sud de l’Índia van arribar a Kedah abans d’arribar a Guangzhou. Kedah servia de port occidental a la península de Malaca. Comerciaven amb articles de vidre, alcanfor, cotó, brocats, ivori, sàndal, perfums i pedres precioses. Aquests comerciants navegaven fins a Kedah amb el vent del monsó entre juny i novembre. Retornaven entre desembre i maig. Kedah proporcionava allotjament, traginers, vaixells petits, basses de bambú, elefants, així com recaptació d'impostos per a les mercaderies que havien de transportar-se per terra cap als ports orientals de la península malaia com Langkasuka i Kelantan. Després del segle x, els vaixells de la Xina van començar a comerciar en aquests ports comercials orientals. Kedah i Funan van ser ports famosos al llarg del segle vi, abans que el transport marítim comencés a utilitzar l'estret de Malaca com a ruta comercial.
Al segle vii, l'imperi marítim de Srivijaya amb base a Palembang (Sumatra) va pujar al poder, i la seva influència es va estendre a la península malaia i Java. L'imperi va obtenir un control eficaç en dos punts principals del sud-est asiàtic marítim; l'estret de Malaca i l'estret de la Sonda. Llançant una sèrie de conquestes i incursions en ports rivals potencials a banda i banda de l'estret, Srivijaya va assegurar la seva dominació econòmica i militar a la regió, que va durar uns 700 anys. Srivijaya va obtenir grans beneficis amb el lucratiu comerç d’espècies, per exemple. El sistema de comerç tributari amb la Xina i el comerç amb comerciants indis i àrabs. L'estret de Malaca es va convertir en una important ruta comercial marítima entre l’Índia i la Xina. La importància de l'estret de Malaca a les xarxes comercials mundials va continuar fins a segles posteriors amb l'ascens del sultanat de Malaca al segle xv, el sultanat de Johor i l'ascens de la moderna ciutat-estat de Singapur.
Des del segle xvii, l'estret ha estat el principal canal marítim entre l’oceà Índic i l’oceà Pacífic. Diverses grans potències regionals han gestionat l'estret durant diferents períodes històrics.
A principis del segle xix, els imperis holandès i britànic van establir una línia fronterera arbitrària a l'estret i van prometre caçar pirates pels seus bàndols respectius; aquesta línia es va convertir en la frontera actual entre Malàisia i Indonèsia.

## Importància econòmica

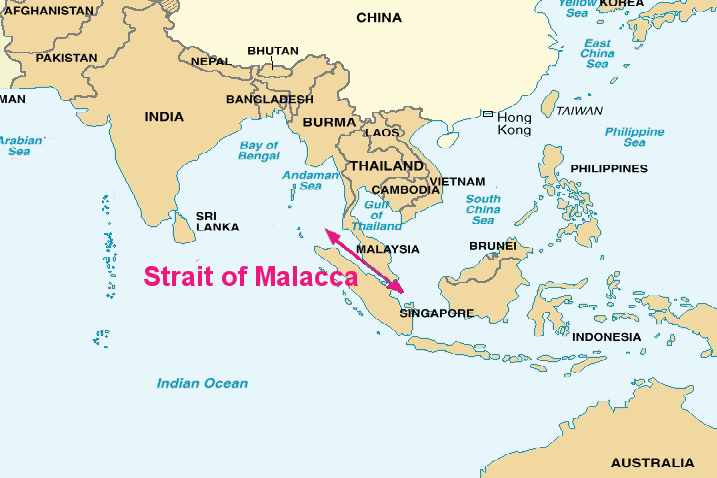
Localització de l'estret de Malaca

L'estret és el principal canal marítim entre l'oceà Índic i l'oceà Pacífic, que uneix les principals economies asiàtiques com l'Índia, Tailàndia, Indonèsia, Malàisia, Filipines, Singapur, Vietnam, Xina, Japó, Taiwan i Corea del Sud. L'estret de Malaca forma part de la Ruta de la Seda Marítima que va des de la costa xinesa cap a l'extrem sud de l’Índia fins a Mombasa, des d’allà pel mar Roig a través del canal de Suez fins a la Mediterrània, i d'allà fins a la regió de l'Adriàtic superior fins a Trieste, al nord d’Itàlia, amb les seves connexions ferroviàries a Europa central i el mar del Nord. Més de 94.000 vaixells passen per l'estret cada any (2008), cosa que el converteix en l'estret més transitat del món, transportant al voltant del 25% de les mercaderies comercialitzades al món, inclosos petroli, productes manufacturats xinesos, carbó, oli de palma i cafè indonesi. Aproximadament una quarta part del petroli transportat per mar passa per l'estret, principalment des de proveïdors del Golf Pèrsic fins als mercats asiàtics. El 2007, s'estima que es transportaven 13,7 milions de barrils al dia a través de l'estret, augmentant fins a 15,2 milions de barrils al dia el 2011. A més, també és un dels punts d’estrangulament més congestionats del món perquè s'estreny a només 2,8 km d’amplada al canal Phillip (a prop del sud de Singapur).
El calat d'alguns dels vaixells més grans del món (principalment petroliers) supera la profunditat mínima de l'estret de 25 metres. Aquest punt poc profund es produeix a l'estret de Singapur. La mida màxima d’un vaixell que pot passar per l'estret es coneix com Malaccamax. El següent pas més proper a l'est, l'estret de la Sonda entre Sumatra i Java, és encara més reduït i estret, cosa que significa que els vaixells que superen el Malaccamax han de desviar-se uns quants milers de milles nàutiques i utilitzar l'estret de Lombok, l'estret de Macassar, el pas de Sibutu o l'estret de Mindoro.

## Perills en la navegació
La pirateria ha estat un problema a l'estret. La pirateria havia estat alta als anys 2000, amb un augment addicional després dels fets de l'11 de setembre de 2001. Després que els atacs van tornar a augmentar el primer semestre de 2004, les marines regionals van intensificar les seves patrulles a la zona al juliol de 2004. Posteriorment, els atacs a vaixells a l'estret de Malaca van caure, fins a 79 el 2005 i 50 el 2006. Els atacs han caigut a gairebé zero en els últims anys.
Hi ha 34 naufragis, alguns datats de la Dècada de 1880, al canal local TSS (el canal per a vaixells comercials sota l’Esquema de Separació del Trànsit global). Aquests representen un perill de col·lisió a l'estret poc profund.
El 20 d'agost de 2017, deu mariners de la Marina dels Estats Units van morir quan el destructor USS John S. McCain va xocar amb el vaixell mercant Alnic MC a poca distància a l'est de l'estret mentre s'havien perdut les capacitats de govern. El vaixell havia comès una sèrie d'errors en els intents de mitigació, canviant les seves llums externes a vermell sobre vermell (vaixell no sota comandament).

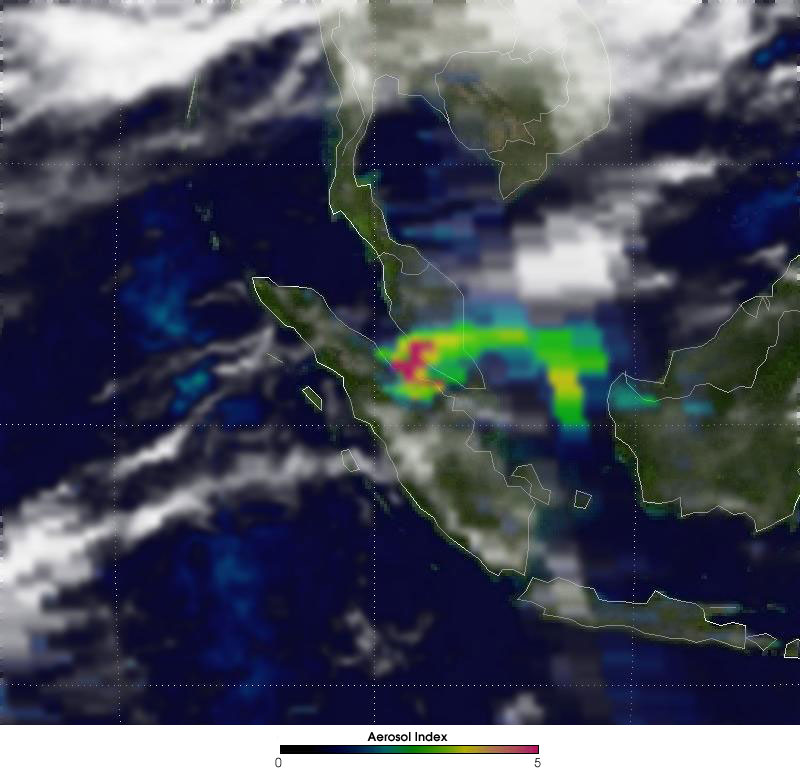
Boirina anual del fum dels incendis forestals, que limita la visibilitat.

Un altre risc és la boira anual a causa dels incendis forestals a Sumatra, Indonèsia. Pot reduir la visibilitat a 200 m, forçant els vaixells a frenar a l'estret ocupat. L'estret és utilitzat freqüentment per vaixells de més de 350 metres.

## Propostes per alleujar l'estret
Tailàndia ha desenvolupat plans per desviar gran part del trànsit de l'estret i, per tant, part de la seva importància econòmica a una ruta més curta: el govern tailandès ha proposat diverses vegades tallar un canal a través de l'istme de Kra, estalviant 960 km del viatge entre els dos oceans. La Xina s'ha ofert a cobrir els costos, segons un informe filtrat a The Washington Times el 2004. No obstant això, i malgrat el suport de diversos polítics tailandesos, els costos econòmics i ecològics prohibitius suggereixen que aquest canal no es construirà.
Una alternativa és instal·lar un gasoducte a través de l'istme de Kra per portar petroli als vaixells que esperen a l'altre costat. Els defensors calculen que reduiria el cost del lliurament de petroli a Àsia en uns 0,50 $/barril (3 $/m3). Myanmar també ha fet una proposta de gasoducte similar.